# Річард I (князь Капуанський)
Річард I Дренго (†1078) — нормандський граф Аверський (1049—1078), князь Капуанський (1058—1078).
Син Асклетина, графа Ачеренци, молодший брат графа Аверси Асклетина, племінник Райнульфа Дренго, нормандського авантюриста, який на чолі загону лицарів прибув до Південної Італії в 1017 і зумів заснувати нормандську державу на півострові в 1030 році.
Граф Аверський Райнульф Трінканот вважав Річарда Дренго, сина попереднього графа Асклетина, загрозою для свого правління. Річард служив разом з Онфруа Отвілем, молодшим братом графа Апулійського Дрого. Його жорстокість під час розбійницьких нападів спонукали Райнульфа подарувати Річарду володіння його брата Асклетина. Пізніше Райнульф підмовив графа Дрого Отвіля ув'язнити Річарда, який перебував у темниці до смерті Райнульфа. Спадкоємець Райнульфа — неповнолітній граф Аверський Герман потребував досвідченого регента. Сюзерен Аверси та Апулії князь Салернський Гваймар IV забезпечив звільнення Річарда та його призначення у 1048 році охоронцем Германа. З того часу Герман зникає з усіх письмових документів, а Річард починає іменувати себе графом Аверським.
У 1053 він брав участь у Битві біля Чивітате, у якій командував правим флангом норманського війська проти лангобардської армії на чолі з папою Римським Левом IX. Першого дня битви він подолав лангобардів і тривалий час переслідував їх, а потім повернувся до основних сил війська та допоміг Онфруа Отвільському та Роберту Гвіскару повернути хід битви на користь норманів.
Річард постійно намагався збільшити територію своїх володінь за рахунок загарбання земель своїх лангобардських сусідів — князя Капуанського Пандульфа VI та князя Салернського Гізульфа II. Після смерті слабкого правителя Капуї у 1057 він негайно обложив місто та відібрав князівську владу у брата Пандульфа Ландульфа VIII, проте залишив ключі від міста лангобардам до 12 травня 1062. Річард заручив свою дочку з сином герцога Гаетанського Атенульфом I. Юний наречений помер до весілля і Річард зажадав від Атенульфа виплати «моргенгаба» — чверті доходів від володінь чоловіка, що по лангобардським звичаям передавались дружині після першої шлюбної ночі. Оскільки шлюб не відбувся і першої шлюбної ночі не було, вимога виплати моргенгаба в цьому випадку була необгрунтована і Атенульф відмовив у її виплаті. Через відмову герцога Річард захопив Аквіно й отримав 400 золотих монет від Атенульфа.
У лютому 1059 Гільдебранд, на той час високопоставлений член папської курії, прибув до Капуї та отримав згоду Річарда допомогти папі Миколаю II у його боротьбі з антипапою Бенедиктом X. Річард узяв в облогу Бенедикта в Галерії, за що Миколай II у 1059 скликав синод у Мельфі, на якому визнав Роберта Гвіскара герцогом Апулії, Калабрії та Сицилії, а Річарда графом Аверським.
У 1061 він, на прохання Гільдебранда, знову за допомогою війська допоміг обранню папою Олександра II на противагу тогочасному антипапі Гонорію II. У 1062 Річард послав свого сина Жордана відібрати владу в Гаеті в Атенульфа II. У 1064 Річард і Жордан захопили Гаетанське герцогство.
У 1076 у відповідь на проголошення зміщення імператором Священної Римської імперії Генріхом IV папи Григорія VII, Роберт Гвіскар і Річард вирішили допомогти папі, який відлучив від церкви імператора. Опираючись на норманів Григорій VII зміг проводити свою політику. Натомість нормандські ватажки напали на Гізульфа в Салерно. Пізніше Річард обложив Неаполь, який залишався незалежним. Роберт Гвіскар блокував Неаполь з моря. За ці дії папа 3 березня 1078 відлучив Річарда та Роберта від церкви, після чого Річард помер у Капуї.
Після смерті Річарда престол спадкував його син Жордан. Річард залишив також молодшого сина Джонатана.